# The New Vaudeville Band
The New Vaudeville Band war eine britische Band, die 1966 vom Songwriter Geoff Stephens gegründet wurde. Sie wurde vor allem durch ihr Lied Winchester Cathedral bekannt.

## Geschichte
Der Songwriter Geoff Stephens schrieb 1966 das Lied Winchester Cathedral, worin es um einen Jugendlichen ging, der in der Kathedrale von Winchester von seiner Freundin verlassen wurde. Er spielte das Lied mit Studiomusikern ein und brachte es als Single der The New Vaudeville Band heraus. Als Leadsänger wird meist John Carter angegeben, mit dem Geoff Stephens zuvor den Hit My World Fell Down für die Band Sagittarius des Produzenten Gary Usher geschrieben hatte. Nach anderen Quellen war es allerdings Bobby Dean (eigentlich John Smith). Laut einer dritten Quelle, den Fachjournalisten Frank Laufenberg und Julia Edenhofer, singt Geoff Stephens allerdings selbst („damit das Ganze so würde, wie er es sich das vorgestellt hat“). Der Song wurde zum Millionenseller. In den Vereinigten Staaten verkauften sich innerhalb von nur 6 Wochen 1,5 Millionen Exemplare der Single und das Lied belegte für drei Wochen den 1. Platz der Musikcharts.
Wegen des überraschenden Erfolges musste Geoff Stephens eine Band zusammenstellen, mit der er auf Tournee gehen konnte. Von den Bühnenmusikern war auch Schlagzeuger Henri Harrison bei der Aufnahme der Single dabei; als Sänger wurde Alan Klein engagiert, der als Tristram – Seventh Earl of Cricklewood vorgestellt wurde. Dies sollte sich in Amerika „very british“ anhören und so zur Zeit der British Invasion den Marktwert der Band steigern. Sie stolzierten auf der Bühne nur in Original-Kleidung aus den 1920er- und 1930er-Jahren herum und benahmen sich wie gelangweilte, aristokratische Snobs.
Der Song Winchester Cathedral erhielt 1967 den Grammy für die beste zeitgenössische Rock’n’Roll Aufnahme. Bis 1970 gab es über 400 Coverversionen des Liedes, unter anderem von Frank Zappa.

## Mitglieder
- Geoff Stephens (* 1. Oktober 1934,  † 24. Dezember 2020), Songwriter
- John Carter (* 20. Oktober 1942), Sänger

live und auf den Singles ab Peek-A-Boo ersetzt durch Alan Klein "Tristram Seventh Earl of Cricklewood", (* 29. Juni 1942) Gesang
- Mick Wilsher (* 21. Dezember 1945), Gitarre
- Robert „Pops“ Kerr (* 14. Februar 1940), Trompete, Saxophon
- Hugh „Shuggy“ Watts (* 25. Juli 1941), Posaune
- Neil Korner (* 6. August 1942), E-Bass
- Chris Eddy (* 4. März 1942), Bass
- Henry Harrison (* 6. Juni 1943), Schlagzeug
- Stan Heywood (* 23. August 1947), Klavier, Orgel, Akkordeon

## Diskografie

### Alben
| Jahr | Titel Album          | Höchstplatzierung, Gesamtwochen, AuszeichnungChartsChartplatzierungen (Jahr, Titel, Album, Platzierungen, Wochen, Auszeichnungen, Anmerkungen) | Anmerkungen |
| Jahr | Titel Album          | US | Anmerkungen |
| ---- | -------------------- | --- | ----------- |
| 1966 | Winchester Cathedral | US5 Gold · (31 Wo.)US |             |

Weitere Alben
- 1967: On Tour
- 1974: The World Of the New Vaudeville Band
- 1978: While We Are All Assembled!
- 1979: The Best Of the New Vaudeville Band
- 1981: Vaudeville

### Singles
| Jahr | Titel Album              | Höchstplatzierung, Gesamtwochen, AuszeichnungChartplatzierungen (Jahr, Titel, Album, Platzierungen, Wochen, Auszeichnungen, Anmerkungen) | Höchstplatzierung, Gesamtwochen, AuszeichnungChartplatzierungen (Jahr, Titel, Album, Platzierungen, Wochen, Auszeichnungen, Anmerkungen) | Höchstplatzierung, Gesamtwochen, AuszeichnungChartplatzierungen (Jahr, Titel, Album, Platzierungen, Wochen, Auszeichnungen, Anmerkungen) | Höchstplatzierung, Gesamtwochen, AuszeichnungChartplatzierungen (Jahr, Titel, Album, Platzierungen, Wochen, Auszeichnungen, Anmerkungen) | Anmerkungen |
| Jahr | Titel Album              | DE | AT | UK | US | Anmerkungen |
| ---- | ------------------------ | --- | --- | --- | --- | ----------- |
| 1966 | Winchester Cathedral     | DE15 (16 Wo.)DE | AT8 (12 Wo.)AT | UK4 (19 Wo.)UK | US1 Gold · (15 Wo.)US |             |
| 1967 | Peek-A-Boo On Tour       | — | — | UK7 (11 Wo.)UK | US72 (4 Wo.)US |             |
| 1967 | Finchley Central On Tour | — | — | UK11 (9 Wo.)UK | — |             |
| 1967 | Green Street Green       | — | — | UK37 (4 Wo.)UK | — |             |

Weitere Singles
- 1968: Bonnie and Clyde